# Права на жените
Правата на жените са прерогативи, принадлежащи към жените като такива по целия свят, за всички възрасти, независимо от тяхната институция или забрани от закон или обичай в определено общество. Отстояването на правата на жените са в основата за движението за правата на жените през деветнадесети век и феминисткото движение през 20 век, и по конкретно през 1960-те години. Правата на жените са част от по-широката концепция за права на човека. В някои страни правата на жените са институционализирани и подкрепени от законите, местните обичаи и местната култура, докато в други те са игнорирани и потискани. Те претендират за поправяне на историческото и традиционно отклонение от упражняването на правата от страна на жените и момичетата в полза на мъжете и момчетата.
Въпросите, които обикновено се свързват с понятията за права на жените не се ограничават само до правото, а и засягат защитата на телесна цялост и автономия на жената, жените да бъдат освободени от сексуално насилие, жените да могат гласуват, да заемат публична длъжност, да сключват правни договори, да имат равни права в семейното право, да им се позволява да работят, до получават справедливи заплати и равно заплащане, да имат репродуктивни права, да имат право на собственост, да имат право на образование.